# Lasiacis anomala
Lasiacis anomala är en gräsart som beskrevs av Albert Spear Hitchcock. Lasiacis anomala ingår i släktet Lasiacis och familjen gräs. Inga underarter finns listade i Catalogue of Life.